# Paszportyzacja
Paszportyzacja – masowe przydzielanie obywatelstwa ludności danego terenu poprzez wydawanie paszportów, zazwyczaj w krótkim czasie. Przymusowa paszportyzacja jest sprzeczna z prawem międzynarodowym i narusza konwencje genewskie.
Na szeroką skalę była stosowana przez państwo rosyjskie poprzedzając konflikty z Gruzją i Ukrainą a później na ich okupowanych terenach. Historycznie była także stosowana przez władze ZSRR.

## Na terenie Gruzji
Od 2002 roku Rosja rozpoczęła proces paszportyzacji regionów Abchazji i Osetii Południowej, który szczególnie się zintensyfikował w wyniku sukcesu Rewolucji Róż w 2003 roku. Już w 2006 roku paszporty rosyjskie wydano 90% ludności Abchazji i Osetii Południowej, a w tym samym roku mieszkańcy tych terenów uzyskali prawo do obywatelstwa rosyjskiego i więc paszportów rosyjskich.
Podróże na paszportach abchaskich i południowo-osetyjskich są generalnie niemożliwe, ponieważ uznają je tylko 4 państwa członkowskie ONZ, jednak paszporty rosyjskie wydane na okupowanych terenach Gruzji (oraz Ukrainy) lub osobom zamieszkującym te tereny nie są uznawane za ważne dokumentem podróży do przekraczania granic strefy Schengen.
Co prawda, mieszkańcy tych terenów nie utracili obywatelstwa gruzińskiego i mają prawo uzyskać gruzińskie paszporty.

## Na terenie Ukrainy
Prawo rosyjskie przewiduje możliwość uzyskania obywatelstwa w wyniku zmiany granic państwa. W związku z tym w wyniku aneksji Krymu w 2014 r. obywatele ukraińscy i apatrydzi stale zamieszkujący tzw. Republikę Krymu automatycznie uzyskali obywatelstwo rosyjskie, chyba że, według ustawy, wyrazili swój sprzeciw w ciągu miesiąca od dnia uchwalenia tej ustawy.
Państwo rosyjskie masowo nadawała obywatelstwo mieszkańcom okupowanych części obwodów donieckiego i ługańskiego Ukrainy od 2019 roku, co stało się możliwe w wyniku wprowadzenia uproszczonych dróg nadania obywatelstwa rosyjskiego w grudniu 2018 roku.
W czasie inwazji Rosji na Ukrainę mieszkańców okupowanych terenów zmusza się do przyjęcia obywatelstwa i paszportów rosyjskich pod groźbą utraty dostępu do służby zdrowia, świadczeń emerytalnych, wygnania oraz konfiskaty własności. W ten sposób setki rzekomo „opuszczonych” nieruchomości zostały przejęte przez rosyjski rząd. Stosuje się także środków przemocy fizycznej, a mężczyźni, którzy przyjęli obywatelstwo rosyjskie mogą być siłą wcieleni do wojska rosyjskiego i wysłani na front.
Odmowa nabycia obywatelstwa rosyjskiego może m.in. skutkować utratą opieki nad dziećmi, które mogą być uprowadzone w głąb Rosji, a także uwięzieniem jako „obcy obywatel”.
Według władz Ukrainy, osoby, którym przymusem wydano dokumenty rosyjskie, pozostają obywatelami ukraińskimi.